# الوقف في السعودية
الوقف في السعودية تُعَدُّ المملكة العربية السعودية من الدول الرئيسة في احتضانها للأوقاف؛ حيث تضم أقدم الأوقاف على مستوى العالم الإسلامي؛ سواء من حيث الكمية العددية، أو القيمة المالية، ويرجع ذلك إلى التراكم المتوالي للأوقاف طوال العقود الماضية لا سيما في مكة و المدينة المنورة، وتقوم الجهات الرسمية على رعاية وتنظيم قطاع الأوقاف، ويبلغ إجمالي الأوقاف المسجلة في السعودية 33.229 وقفًا، كما تتنوع مصارف الأوقاف بين عدة مجالات من أبرزها الدعوية و الاجتماعية و العلمية والإغاثية.

## تاريخ الوقف في السعودية
مرَّت على الأوقاف فترات مد وجزر؛ وفق الظروف السياسية والاقتصادية والاجتماعية؛ مثلما مرَّ على غيرها من بلاد المسلمين.

### مراحل التطور النظامي للأوقاف في السعودية
- 1344هـ إنشاء أول إدارة للأوقاف.[3]
- 1381هـ إنشاء وزارة الحج والأوقاف - وزارة الحج (حاليا)
- 1386 صدر نظام مجلس الأوقاف الأعلى.
- 1393هـ صدور لائحة تنظيم الأوقاف الخيرية.
- 1414هـ صدور الأمر الملكي بإنشاء وزارة الشؤون الإسلامية والأوقاف والدعوة والإرشاد.
- 1431هـ إنشاء الهيئة العامة للأوقاف وإلغاء وكالة وزارة الشؤون الإسلامية والأوقاف والدعوة والإرشاد لشؤون الأوقاف.
- 1437هـ صدور نظام الهيئة العامة للأوقاف.[4]

## الجهات المنظمة للوقف
تقوم على رعاية وتنظيم قطاع الأوقاف في المملكة العربية السعودية الجهات الرسمية، المتمثلة في الهيئة العامة للأوقاف، ووزارة الموارد البشرية والتنمية الاجتماعية، ومجالس الأوقاف في الغرف التجارية، وهي تعمل على تطوير العمل الوقفي؛ من خلال سن التشريعات، وتحديد اللوائح والأنظمة، وإنشاء الجمعيات الخيرية، ودعمها وتشجيعها، والإشراف عليها، وتطويرها.

## أبرز الكيانات الوقفية
- وقف الملك عبدالعزيز: حيث تبلغ مسطحات المشروع (1.500.000) مليون متر مربع، وهو مكون من 7 أبراج متلاصقة، وبارتفاعات مختلفة يصل ارتفاع البرج الرئيسي فـيه إلى (601) متر، ويستوعب عدداً كبيراً من الزوار وضيوف الرحمن يبلغ (65.000) نسمة،[5] ويبلغ رأسمال الوقف ملياري دولار (7.5 مليارات ريال)، وتبلغ قيمتها السوقية نحو 7.5 مليارات دولار.[1]
- أوقاف سليمان بن عبد العزيز الراجحي
- أوقاف الشيخ صالح الراجحي، والتي بدأ نشاطها عام 1417هـ، وكان حجمها المادي يساوي مليارًا وربع المليار ريال.[1]

- وقف صالحة بنت حسن عبدالسلام الطباخ، المتوفاة 1263هـ، فقد أوقفت دارها عليها وعلى ذريتها من بعدها،[6] ويعد هذا الوقف نموذج من الوقف الذري، وتم استبداله مؤخراً، كونه يقع ضمن منطقة توسعة الحرام المكي في عهد الملك عبدالله بن عبدالعزيز،[7] وتشمل الدار كاملاً، الكائن بحارة شعب بني عامر،[8] وبمساحة تقدر 22444 متر مربع، يبعد عن الحرم المكي (800-950) متر، وتم تقدير قيمة التعويض بمبلغ (26.927.000) ستة وعشرون مليوناً وتسعمائة وسبعة وعشرون ألف ريال سعودي، وحددة الناظرعلى وقفها يكون لنفسها، ثم لابنتها، ثم لأولادها وأولاد أولادها الأرشد فالأرشد، ثم لذوي عصبة الواقفة، وذوي الأرحام، فإن آل إلى الحرم المكي يكون الناظر للحاكم الشرعي.[7]

## أنواع الأوقاف في السعودية
إجمالي الأوقاف المسجلة في السعودية 33.229 وقفًا، تشكل الأراضي والمزارع منها 44 في المائة، و المزارع تصدرت النسبة الأعلى من الأوقاف المقدرة بـ 27 في المائة من إجمالي الأوقاف وجاءت الأراضي في المرتبة الثانية بنسبة 17 في المائة، فيما شكلت أوقاف سكن الأئمة نسبة 7 في المائة، وتمثل الأوقاف المختلفة غير المصنفة نسبة 33 في المائة وتتوزع نسبة 10 في المائة على العمائر والديار والدكاكين والأسواق التجارية والآبار والشقق.

## أبرز مجالات عمل القطاع الوقفي في المملكة العربية السعودية
1. المجالات الدعوية: بناء المساجد وعمارتها ، بناء و دعم تحفيظ القرآن الكريم ، إنشاء و دعم مراكز توعية الجاليات.
2. المجالات الاجتماعية: دعم المعسرين، وتسديد الديون والالتزامات المالية ، دفع الديات .
3. التعليم والبحث العلمي: بناء المدارس الوقفية، أوقاف الجامعات لدعم البحث العلمي، مراكز تأهيل ذوي الاحتياجات الخاصة.
4. المجالات الصحية: تقديم منح لطلاب الطب الفقراء ، و تأسيس و دعم مراكز الفشل الكلوي.
5. الإسكان: إسكان مستفيدي الضمان الاجتماعي "الإسكان التنموي"، إسكان الأئمة والمؤذنين.
6. المجالات الإغاثية: إفطار الصائمين ، حفر الآبار ، سقيا الماء، تأثيث بيوت الفقراء.
7. الصناعات المحلية والأسر المنتجة: دعم المشروعات الصغيرة والمتوسطة ، دعم الصناعات المحلية والتسويق لها .
8. الأمن الغذائي .[3][9]

## مرتكزات الرؤية المستقبلية لقطاع الأوقاف في المملكة العربية السعودية
1. تحديث الأنظمة وسن تشريعات مرنة تلائم الاحتياجات الحالية.
2. حوكمة قطاع الأوقاف وتعزيز الرقابة والشفافية.
3. تطوير العمل الوقفي والتوعية بأهمية الوقف.
4. تنمية الأعيان الوقفية وتقديم منتجات وقفية جاذبة تحفز على نمو وتنوع محفظة الأوقاف.
5. كفاءة إدارة الأعيان الوقفية، وزيادة العائد على استثمارها.
6. الإنفاق المتنوع لريع وغلات الأوقاف على برامج ذات أثر اجتماعي مرتفع.[3]

## أثر الوقف الإسلامي في الحياة العلمية بالمدينة المنورة
حظيت المدينة لكونها دار هجرة الرسول ﷺ، وتضم المسجد النبوي بكثرة الأوقاف التي أسهمت في الحياة العلمية والتعليمية على امتداد العصور الإسلامية، إلا إنه في الوقت الحاضر اضمحل دور الأوقاف، وقصر عن أداء الكثير من الخدمات التي كانت تقدمها على مر العصور رغم ما تشغله من مساحة المدينة التي تمثل ثلثها تقريبا، واقتصرت في الغالب على توفير السكن المناسب لأعداد كبيرة من سكانها أو توفير دخل حسن للمستحقين في الأوقاف يعتمدون عليه في تأمين حاجاتهم الضرورية.

## أثر الوقف الإسلامي في الحياة العلمية في المدينة في العهد العثماني
شغلت الأوقاف مساحات واسعة من أراضي المدينة المنورة، فبلغ عددها 68 وقفا، وبلغت أوقاف الحرم 434 موقعا، وبلغت الأوقاف الخيرية 378 موقعا وهذه الإحصاءات فيها دلالة على سعة الأوقاف، وتعددها في المدينة، واشتهرت بالمشروعات الخيرية، من مدارس وأربطة ومكتبات.
نشطت الحركة الوقفية في العهد العثماني وعهد الأشراف، وظهرت الكثير من المؤسسات الوقفية، والتي كان لها الدور البارز في الحياة التعليمية، وتنوعت أشكال هذه الأوقاف في المدينة فمنها ما هو عام ومنها ما هو خاص، ومن أهم المؤسسات الوقفية التعليمية، في هذا العهد:

### أولا: أوقاف على العلماء والمدرسين بالمسجد النبوي
وهو من أعظم المراكز العلمية والثقافية في المدينة التي لم تنطفئ منذ عهد النبوة إلى الوقت الحاضر، فأعمدة المسجد لم تخل من العلم والعلماء، وكان الشيوخ يتصدرون الحلقات التي يدرس فيها القرآن وتفسره وعلوم الدين، وعلوم اللغة، والرياضيات والتاريخ، والتراجم والفلك والمنطق والفلسفة وعلم الفرائض، والدراسة فيه تبدأ من الكتاتيب وتنتهي بالإجازات التي يمنحها الشيوخ لمن نضج من الطلاب، وأصبح قادرا على أن يعلم الأخرين.

### ثانيا: الكتاتيب
وهي التعليم الشعبي الذي أقبل عليه أهل المدينة برضى واحترام، وأوقفوا عليه بعض الأوقاف، ودور هذه الكتاتيب يختص بالتدرج في القراءة والكتابة، ثم التدرج في حفظ القرآن، وتعليم الخط والإملاء والحساب، ومنها الكتاتيب المجيدية: والتي تتضمن الكتاتيب التي في الحرم النبوي في القسم الشمالي منه الذي عمره السلطان عبدالمجيد خان، والتي تقرر هدمها في توسعة الملك عبدالعزيز، وساهم الوقف إسهاما مهما في الحياة العلمية والتعليمية من خلال ما وفره من شيخ للكتاب يتولى تعليم الصبيان، ومكان للدراسة ومخصصات لشيخ الكتاب لتعينه على أسباب الحياة، وتوفير الفرش اللازم والكافي وتوفير ماء الشرب للطلاب لإعانتهم على التفرغ للعلم.

### ثالثا: الأربطة
يعود إنشائها في المدينة المنورة إلى العصر العباسي، وقد بلغت الأربطة في القرن الثالث عشر الهجري اثنين وثمانين رباطا، وأخذت في التزايد حتى وصلت ما يقارب المائة رباط في القرن الرابع عشر الهجري، وقد فاقت عدد المدارس لأنها خصصت لإيواء مختلف أجناس وفئات المجتمع، ومن أبرز هذه الأربطة:
- رباط عزت باشا، وهو من أكبر الأربطة والذي أوقفه أحمد عزت باشا عام 1322هـ.[16]
- رباط قرة باش.
- رباط الشفاء.
- رباط عثمان بن عفان.
- رباط العجم.
- رباط الجبرت.[17]

### رابعا: الزوايا
شاعت الزوايا في المدينة بسبب قدوم عدد من شيوخ الطرق الصوفية إليها وإقامتهم فيها، وكان من أشهر هذه الزوايا زاوية السمان، وزاوية الشيخ عبد القادر الجيلاني، وزاوية السيد البدوي، وزاوية السنوسي، وزاوية القشاشي، وزاوية الشيخ الجنيد، وزاوية ابن علوان، وزاوية الشيخ الصاوي، وزاوية السعدية، وزاوية الرفاعي، وغير ذلك.

### خامسا: الخوانق
عرفت في المدينة لكن بمسمى جديد(التكايا)، وكان الغرض من إنشائها إيواء الدراويش المنقطعين للنسك والعبادة.

### سادسا: المدارس
أنشأ العثمانيون المدارس الرشيدية في المدينة المنورة، وكانت تدرس فيها اللغة التركية والرياضيات والتاريخ، وكان معظم المدرسين فيها من الأتراك، وكانوا يلقون دروسهم باللغة التركية، وكان هذا سببا كافيا في ابتعاد المواطنين عن هذه المدارس، وقد ألغيت بعد أن ثار الحسين بن علي على الأتراك عام 1334هـ.
وبذلك برزت عدة عوامل أدت إلى ظهور المدارس الوقفية في المدينة المنورة وهي: تعلق كثير من المسلمين المتعلمين والمهاجرين بالمدينة، ورغبة بعض الذين يزورونها في كل عام في تقديم خدمة لأبناء هذا البلد، مما جعلهم يتسابقون على إنشاء مجموعة من المدارس الوقفية التي توفر لأبنائهم الدراسة الإسلامية وتحفظ لسانهم العربي.

## أثر الوقف الإسلامي في الحياة العلمية بالمدينة في العهد السعودي
تقلص دور الأوقاف التي كانت منتشرة في المدينة قبل العهد السعودي، وانحصرت المؤسسات الوقفية التي لعبت دورا هاما في الحياة العلمية والتعليمية ولعل ذلك يعود إلى شعور الناس السائد بأن الدولة هي المسؤولة عن العلم والتعليم، وهي القادرة ماليا على تحمل كل هذه الأعباء، والمؤسسات الوقفية التي كانت قبل العهد السعودي منها ما استمر ومنها ما تلاشى على امتداد العهد السعودي ويمكن حصرها على النحو التالي:

### أوقاف العلماء والمدرسين بالمسجد النبوي
وهي وقفيات أوقفت قبل العهد السعودي، وتتابعت عليها بعض الوقفيات في العهد السعودي، ولم يختلف دورها عما كانت عليه من حيث توفيرها مخصصات مالية للعلماء والمدرسين.

### الكتاتيب
تقلص دورها في العهد السعودي مما ترتب عليه قلة الأوقاف، ومن ثم ظهرت الجمعية الخيرية لتحفيظ القرآن، لتقوم بدور الكتاتيب في تحفيظ كتاب الله وتعليمه، واعتمدت على تبرعات، وهبات أهل الخير، وعلى القليل من الأوقاف.

### الأربطة
أصبح دورها في العهد السعودي قاصرا على إيواء الفقراء والأرامل والأيتام من أبناء المسلمين، وممن انقطعت بهم السبل وفق شروط الوقف.

### الزوايا والخوانيق
تلاشت في المدينة مع بداية العهد السعودي، وما لبثت أن انقرضت نهائيا لأن المدارس والمعاهد الحكومية النظامية، التي أسستها الدولة قد انتشرت في المدينة وشملت جميع الأحياء السكنية بها.

### المدارس
اختفى بعضها في العهد السعودي مع امتداد الزمن، ولم يبق منها إلا القليل التي توجهت لتدريس القرآن أو إقامة بعض الدروس الدينية، أما المدارس التي أقامها بعض الأهالي مع بداية العهد السعودي، فلعب الوقف دورا كبيرا بتوفير مبنى للمدرسة، ومكافئات للطلاب ورواتب للمدرسين، وظلت تقوم بدورها حتى خضعت بالتدريج لجهات حكومية تولت الإشراف عليها.

### المكتبات
ساهمت الأوقاف مساهمة كبيرة قبيل العهد السعودي وفي بداياته في إنشاء الكثير من المكتبات وتمويلها، وإمدادها بما تحتاج إليه من كتب وخدمات مكتبية، ثم أخذت الدولة على عاتقها النهوض بالمكتبات في المملكة، مما قلل الدافع لدى الجماهير للتبرع بإنشاء أوقاف جديدة للمكتبات اعتمادا على الدولة، فأسست في المدينة مكتبة المسجد النبوي، وضمت إليها بعض مكتبات المدينة، وأيضا مكتبة المصحف الشريف، ومكتبة المدينة المنورة العامة.
وظهرت في السنوات الأخيرة بعض المؤسسات الوقفية التي امتدت إلى أنشطة جديدة ومجالات جديدة لم تمتد لها يد الأوقاف من قبل وهي:
- مركز بحوث ودراسات المدينة المنورة.
- الكراسي العلمية، والتي يتم تمويلها عن طريق الأوقاف العينية.[11]

## وصلات خارجية
- مركز الأوقاف بالغرفة التجارية في الرياض.
- الأوقاف الإسلامية في مكة المكرمة والمدينة المنورة